# Kieren Perkins
Kieren Perkins (n. 14 august 1973, Brisbane, Queensland, Australia) este un înotător australian, medaliat olimpic. A participat la 3 ediții ale Jocurilor Olimpice (1992, 1996, 2000) în care a câștigat 4 medalii de aur și 3 medalii de argint.